# Родина (фільм, 2012)
«Родина» (рос. «Семь Я») — кінофільм режисера Дмитра Сорокіна, що вийшов на екрани в 2012 році.

## Зміст
Це історія Олексія Новікова, власника невеликої фірми з виробництва комп'ютерних програм. Для розширення бізнесу Олексію необхідно підписати угоду з американським партнером, Девідом Коті. Але виявилося, що для Коті важливо мати справу з людиною сімейною. Щоб укласти угоду, Олексій бреше, що у нього є дружина і діти. Коті приїде з дня на день, Олексію вдається знайти актрису, яка згодна зображати його дружину. Але в останній момент жінка відмовляється. Взяти на себе цю роль змушена Альона, одна зі співробітниць Олексія.

## Ролі
| Актор              | Роль |
| ------------------ | ---- |
| Олексій Секірін    | -    |
| Наталія Ричкова    | -    |
| Михайло Богдасаров | -    |
| Тетяна Рудіна      | -    |
| Марія Малиновська  | -    |
| Христина Шелобкова | -    |

## Знімальна група
- Режисер — Дмитро Сорокін
- Сценарист — Марія Ваксман, Алан Хурум
- Продюсер — Влад Ряшин, Наталя Білан, Олена Теплова
- Композитор — Сергій Скрипніков